# Олђате Комаско
Олђате Комаско (итал. Olgiate Comasco) је насеље у Италији у округу Комо, региону Ломбардија.
Према процени из 2011. у насељу је живело 10733 становника. Насеље се налази на надморској висини од 408 м.

## Становништво
Према резултатима пописа становништва 2011. у општини је живело 11.401 становника.
| 1931. | 1936. | 1951. | 1961. | 1971. | 1981. | 1991. | 2001.  | 2011.  |
| ----- | ----- | ----- | ----- | ----- | ----- | ----- | ------ | ------ |
| 4.871 | 4.888 | 5.623 | 6.464 | 8.777 | 9.596 | 9.564 | 10.354 | 11.401 |

## Партнерски градови
- Liancourt